# Ủy ban Olympic Cộng hòa Dân chủ Nhân dân Triều Tiên
Ủy ban Olympic Cộng hòa Dân chủ Nhân dân Triều Tiên (tiếng Hàn: 조선민주주의인민공화국 올림픽 위원회; Hanja: 朝鮮民主主義人民共和國 올림픽 委員會; mã IOC: PRK), cũng được gọi là Ủy ban Olympic Triều Tiên, là Ủy ban Olympic quốc gia (NOC) đại diện cho Bắc Triều Tiên (thi đấu với tư cách là CHDCND Triều Tiên hoặc tên chính thức đầy đủ của nước này là Cộng hòa Dân chủ Nhân dân Triều Tiên).
Tổ chức này là thành viên của Hội đồng Olympic châu Á (OCA), và Hiệp hội các Ủy ban Olympic quốc gia (ANOC). Nó có trụ sở tại đường Kwangbok, phường Kumsong, quận Mangyongdae, Bình Nhưỡng. Chủ tịch đương nhiệm là Kim Il-guk, phó Chủ tịch là Chang Ung, và Tổng thư ký là Son Kwang-ho.

## Lịch sử

Logo cũ

Trước chiến tranh Triều Tiên, Ủy ban Olympic Quốc tế (IOC) đã công nhận một Ủy ban Olympic quốc gia (NOC) duy nhất đại diện cho cả miền Bắc và Nam, có trụ sở tại Seoul. Sau chiến tranh, Bắc Triều Tiên tỏ ra không hài lòng với sự sắp xếp này và liên tục kêu gọi thành lập một NOC riêng của chính họ. IOC đã từ chối những lời đề nghị này với lý do chỉ có thể có một NOC cho mỗi quốc gia.
Bất chấp việc thiếu sự công nhận, Ủy ban Olympic của Cộng hòa Dân chủ Nhân dân Triều Tiên vẫn được thành lập vào năm 1953 và nó đã nộp đơn xin gia nhập IOC vào tháng 6 năm 1956.
Trong phiên họp năm 1957 của IOC, Ủy ban Olympic Liên Xô đã yêu cầu IOC tạm thời công nhận NOC của Bắc Triều Tiên với lý do rằng Ủy ban Olympic Đông Đức cũng đã được kết nạp cùng với Ủy ban Olympic Tây Đức. Việc công nhận phải được thực hiện với điều kiện là hai NOC của Triều Tiên sẽ đồng ý cử một đội thống nhất tham dự Thế vận hội Mùa hè 1960 tại Roma, nhưng kế hoạch này đã thất bại do bị Ủy ban Olympic Hàn Quốc phản đối. Vấn đề về một đội tuyển thống nhất đã được tranh luận trong các phiên họp sau đó, và được vận động bởi các NOC của Bulgaria và România, và vào năm 1962, IOC cuối cùng đã tạm thời công nhận NOC của Bắc Triều Tiên.
Các cuộc đàm phán về một đoàn thể thao thống nhất tiếp tục diễn ra vào năm 1963, nhưng những cuộc đàm phán này đã thất bại sau khi các NOC không thể thống nhất được gì ngoài lá cờ, bao gồm từ "Triều Tiên" ở bên dưới các vòng tròn Olympic. Bắc Triều Tiên đã tham gia một cuộc tẩy chay Thế vận hội Mùa hè 1984 ở Los Angeles do Liên Xô dẫn đầu. Từ năm 1985 đến 1988, các NOC đã đàm phán về việc đồng đăng cai Thế vận hội Mùa hè 1988. Các cuộc đàm phán này đã thất bại, dẫn đến việc Bắc Triều Tiên tẩy chay kỳ Thế vận hội được tổ chức tại Seoul của Hàn Quốc.
Vào ngày 8 tháng 9 năm 2021, ban chấp hành IOC đã đình chỉ Ủy ban Olympic Cộng hòa Dân chủ Nhân dân Triều Tiên (Bắc Triều Tiên) ít nhất là đến cuối năm 2022 vì vi phạm điều lệ Olympic, bởi quốc gia này đã từ chối cử vận động viên tham dự Thế vận hội Mùa hè 2020 tại Tokyo do lo ngại về đại dịch COVID-19. Đã có những suy đoán về việc liệu IOC cũng có ý định gửi một thông điệp tới các quốc gia đang cân nhắc tẩy chay Thế vận hội Mùa đông 2022 ở Bắc Kinh, rằng họ có thể bị cấm tham dự Thế vận hội trong tương lai nếu họ tẩy chay kỳ hội này. Tuy nhiên, Bộ Thể thao và Ủy ban Olympic quốc gia Bắc Triều Tiên cho biết trong một bức thư gửi tới ban tổ chức Thế vận hội Mùa đông 2022, Ủy ban Olympic Trung Quốc và Tổng cục Thể thao Trung Quốc vào ngày 7 tháng 1 năm 2022 rằng "Do hành động của "các thế lực thù địch" và đại dịch COVID-19, họ sẽ không thể tham gia Thế vận hội Mùa đông Bắc Kinh 2022". Ngoài ra, Ủy ban Olympic Bắc Triều Tiên cho biết "ủng hộ tất cả công việc của các đồng chí của chúng tôi để Trung Quốc đăng cai một kỳ Thế vận hội hoành tráng và tuyệt vời. Mỹ và những người theo phe nước này đang có những âm mưu chống Trung Quốc nhằm cản trở việc đăng cai thành công Thế vận hội, nhưng đây là sự xúc phạm đến tinh thần của Hiến chương Olympic và là hành động gây tổn hại đến hình ảnh trong mắt quốc tế của Trung Quốc. Chúng tôi kiên quyết phản đối và bác bỏ những hành động này".

## Các liên đoàn thành viên
Các cơ quan quốc gia sau đây có thành viên trong Ủy ban:
- Hiệp hội vận động viên nghiệp dư CHDCND Triều Tiên[21]
- Hiệp hội bóng rổ nghiệp dư CHDCND Triều Tiên
- Hiệp hội quyền Anh nghiệp dư CHDCND Triều Tiên[21]
- Hiệp hội bơi lội nghiệp dư CHDCND Triều Tiên[21]
- Hiệp hội đấu vật nghiệp dư CHDCND Triều Tiên[21]
- Hiệp hội cầu lông CHDCND Triều Tiên[21]
- Hiệp hội bóng chày và bóng mềm CHDCND Triều Tiên
- Hiệp hội cử tạ CHDCND Triều Tiên[21]
- Hiệp hội bóng đá CHDCND Triều Tiên[21]
- Hiệp hội thể dục dụng cụ CHDCND Triều Tiên[21]
- Hiệp hội bóng ném CHDCND Triều Tiên
- Hiệp hội khúc côn cầu trên băng CHDCND Triều Tiên[21]
- Hiệp hội judo CHDCND Triều Tiên[21]
- Liên đoàn chèo thuyền CHDCND Triều Tiên[21]
- Hiệp hội bắn súng CHDCND Triều Tiên
- Hiệp hội trượt băng CHDCND Triều Tiên
- Hiệp hội bóng bàn CHDCND Triều Tiên[21]
- Hiệp hội quần vợt CHDCND Triều Tiên
- Hiệp hội bóng chuyền CHDCND Triều Tiên

## Đoàn thể thao Triều Tiên thống nhất năm 2020 và việc đồng đăng cai vào năm 2032 với Hàn Quốc
Vào ngày 2 tháng 11 năm 2018, các quan chức của cả Bắc Triều Tiên và Hàn Quốc đã thông báo rằng hai quốc gia của họ sẽ tham gia Thế vận hội Mùa hè 2020, được tổ chức tại Tokyo, Nhật Bản, với tư cách là một đội tuyển thống nhất. Các quan chức của cả hai miền Triều Tiên cũng thông báo rằng các lá thư mà họ sẽ gửi tới IOC liên quan đến hồ sơ dự thầu đăng cai Thế vận hội Mùa hè 2032 cũng sẽ bao gồm các đấu thầu đồng đăng cai để các hoạt động Olympic sẽ diễn ra ở cả hai quốc gia nếu hồ sơ dự thầu của họ được chấp nhận.